# Ein Dorf sieht schwarz
Ein Dorf sieht schwarz (Originaltitel: Bienvenue à Marly-Gomont) ist eine französische Filmkomödie von Julien Rambaldi. Der Film startete am 8. Juni 2016 in den französischen Kinos. Am 20. April 2017 war der Kinostart in Deutschland.

## Handlung
1975 erhält der aus Zaire stammende Seyolo Zantoko nach seinem Studium in Lille sein Diplom als Arzt. Weil er die Diktatur in seiner Heimat ablehnt und sich die französische Staatsbürgerschaft erhofft, nimmt er das Angebot des Bürgermeisters von Marly-Gomont, einer ländlichen Gemeinde in Nordfrankreich, an, dort Landarzt zu werden. Seyolo, seine Frau und seine beiden Kinder Sivi und Kamini ziehen in ein Haus, das die Gemeinde ihnen zur Verfügung stellt.
Die Dorfbewohner haben noch nie Schwarze Mitbewohner gehabt und reagieren ablehnend. Die beiden Kinder werden in der Schule zunächst ausgegrenzt, können sich aber bald einfinden. Seyolos Frau Anne hat es schwerer. Es regnet häufig und das Haus ist kalt, sie ist einsam. Deshalb ruft sie gerne bei den Verwandten in Kinshasa an. Die erste Telefonrechnung beläuft sich auf 10.000 Franc.
Seyolo wartet täglich in seiner Praxis auf Patienten. Doch die fahren lieber zu dem 15 km entfernten weißen Landarzt. Der alte Bauer Jean empfiehlt, die Gesellschaft der Dorfbewohner zu suchen. Seyolo lernt Darts zu spielen und verbringt seine Abende in der Dorfkneipe. Weil er als Arzt kein Geld verdient, hilft er Jean für Geld auf dessen Hof. Weil er seiner Frau nichts davon gesagt hat, vermutet diese, er habe eine Geliebte.
Der Wahlkampf um das Bürgermeisteramt läuft an. Monsieur Quinquin will der neue Bürgermeister werden. Deshalb kritisiert er den amtierenden Bürgermeister, er könne die medizinische Versorgung der Dorfbewohner nicht sicherstellen.
Inzwischen beginnen die Kneipenbesucher, Seyolo um medizinischen Rat zu fragen. Seyolos Sohn Kamini hat eine Mitschülerin mit nach Hause gebracht, die unter einem Hautausschlag leidet. Seyolo diagnostiziert eine bakterielle Erkrankung und wendet erfolgreich eine Fangopackung an. Als die Wehen einer schwangeren Dorfbewohnerin vorzeitig einsetzen, hilft er der Frau trotz schwieriger Steißlage, das Kind zu gebären.
Sivi ist eine begeisterte und gute Fußballspielerin. Im Schulsportunterricht spielen allerdings nur die Jungen Fußball. Sivi stellt ihr eigenes Team auf und kickt so erfolgreich, dass der Sportlehrer gleich den Trainer der örtlichen Fußballmannschaft informiert. Der nimmt Sivi – obwohl sie ein Mädchen ist – in die Mannschaft auf.
An Weihnachten kommt Seyolos Brüsseler Verwandtschaft zu Besuch und mischt den drögen Dorf-Gottesdienst mit Gospels auf. Als Seyolos Studienfreund erzählt, Seyolo habe nach dem Studium ein Angebot bekommen, Leibarzt des Diktators Mobutu Sese Seko in Zaire zu werden, und seine Familie hätte in Luxus leben können, ist Seyolos Frau, die das nicht wusste, empört.
Seyolos Wartezimmer ist jetzt jeden Tag gut gefüllt. Doch neues Ungemach zieht auf. Aufgrund eines Streits zieht Seyolos Frau zu ihren Verwandten nach Brüssel.
Um den amtierenden Bürgermeister zu diskreditieren, fädelt Quinquin eine Intrige ein: Er findet heraus, dass Seyolos ursprüngliche Staatsbürgerschaft nicht klar ist. Daraufhin darf Seyolo nicht mehr praktizieren. Er überlegt, nach Brüssel zu seiner Verwandtschaft zu ziehen.
Seyolo und sein Sohn Kamini gehen zu einem lokalen Fußballspiel. Zu Seyolos Überraschung spielt seine Tochter Sivi, der er eigentlich das Fußballspielen verboten hatte, in der Mannschaft des Dorfes mit und schießt ein Tor nach dem anderen. Die Dorfbewohner feiern den Erfolg ihrer Mannschaft. Seyolo ruft in Brüssel an, um seiner Frau das zu erzählen und sie zu bitten zurückzukommen.
Seyolo ist klar geworden, dass sein Schicksal und das des Bürgermeisters miteinander verknüpft sind. Deshalb sagt er den Dorfbewohnern, dass er das Dorf verlassen müsse und sie mit ihm auch den Star der Fußballmannschaft verlieren würden. Nur mit dem amtierenden Bürgermeister Ramollu würden Seyolo und seine Familie im Dorf bleiben können. Als den Dorfbewohnern dies deutlich wird, entscheiden sie sich bei der Bürgermeisterwahl für Réné Ramollu. Anne Seyolo kehrt an diesem Tag zurück.
Am Tag der Wahl führen die Kinder in der Schule ein Schauspiel auf, das sie selbst geschrieben und gestaltet haben. Darin wird die Geschichte der Seyolos erzählt; Kamini spielt seinen Vater. Er meint, dass manchmal auch die Kinder ihren Eltern helfen dürfen.
Am Ende des Films erfahren die Zuschauer aus Texttafeln, dass Seyolo bis zu seinem Tod im Jahr 2009 praktizierte. Seine Kinder gingen nach Brüssel und Lille. Beide ergriffen einen medizinischen Beruf. Sein Sohn Kamini schrieb den Rap-Song, den man während des Abspanns hört, in dem er seine eigene Kindheit in Marly-Gomont beschreibt.

## Kritik
Der Filmdienst bemerkte, dass in der Culture-Clash-Komödie „allerhand Klischees aufeinanderprallen“ und sich die „interessante Lebensgeschichte“ im Verlauf der „ebenso gefälligen wie gefühligen Inszenierung in eine Integrationsschnulze“ auflöse.
Deutschlandfunk Kultur resümiert: „Hier werden nicht nur Schnurren erzählt, sondern es wird der alltägliche Rassismus behandelt. Das liegt an Kamini Zantoko, dem Sohn des echten Arztes, der ein erfolgreicher Rapper und Komiker geworden ist. Die Umsetzung in eine Komödie durch Regisseur Julien Rambaldi macht den Film zu etwas Besonderem. Sehr schön die Atmosphäre der bunten 70er-Jahre und im Kontrast dazu der Rapsong von Kamini, der im Internet ein Riesenhit geworden ist.“
Bei IMDb erhielt der Film 7 von 10 möglichen Sternen bei insgesamt 4.122 Bewertungen.